# Leeuwenburg (Maarssen)

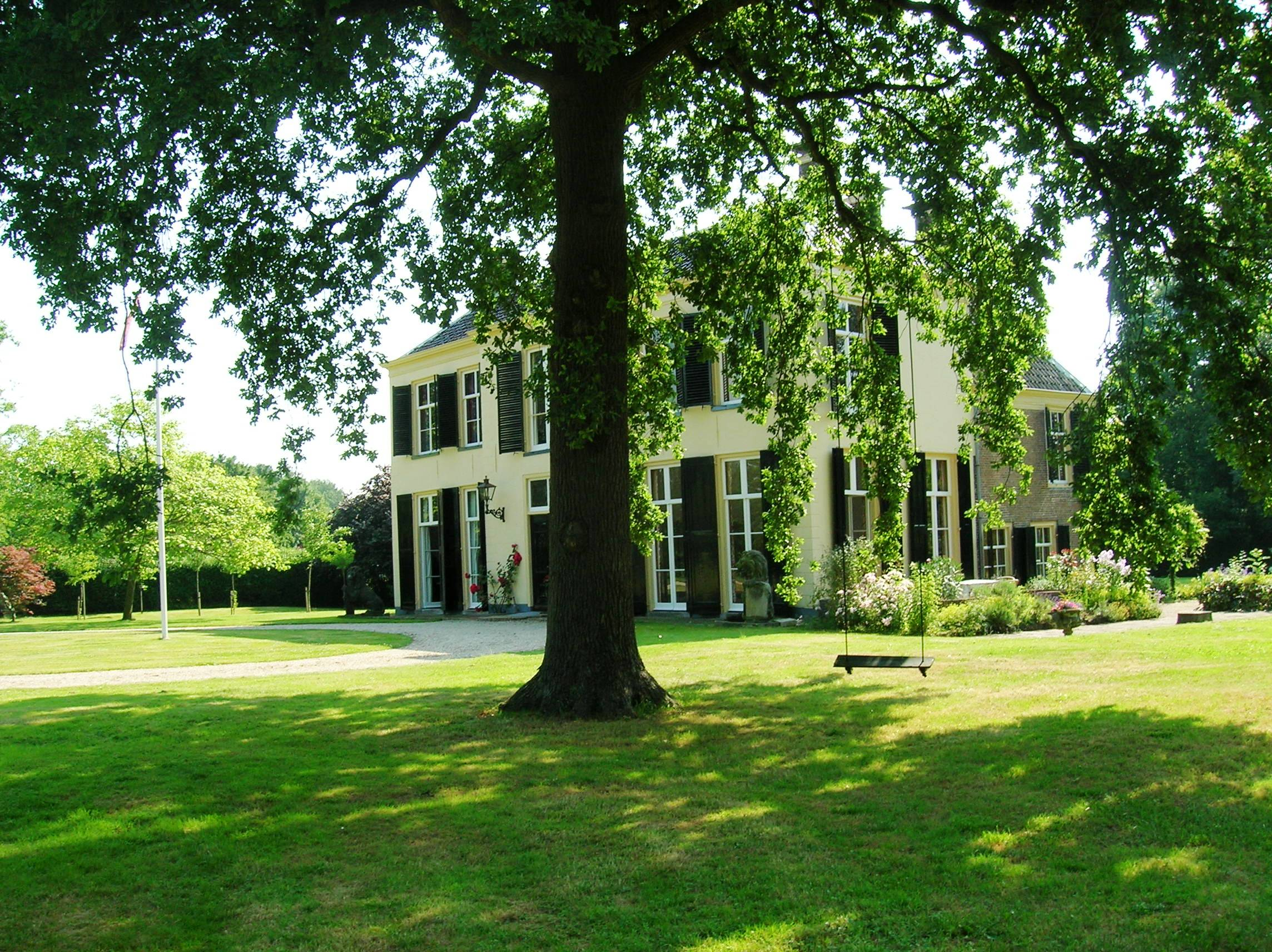
Vooraanzicht Leeuwenburg

Leeuwenburg is een buitenplaats langs de rivier de Vecht in het dorp Maarssen.
De Amsterdamse koopman en burgemeester Joan Huydecoper werd in 1641 heer van Maarsseveen. Hij stichtte toen vanuit zijn buitenplaats Goudestein een groot aantal kleine buitenplaatsen in de omgeving. Leeuwenburg is een van die buitenplaatsen. Huydecoper is waarschijnlijk de bouwheer van het huis, dat enige jaren Boekendaal heette en vervolgens tot 1859 Spruytenburg.
Het huis is in 1649 of kort daarna gebouwd. Zoals bij veel buitenhuizen aan de Vecht is de voorgevel in de 18e eeuw hoger opgetrokken, zodat het nu lijkt alsof er twee huizen tegen elkaar aanleunen. De achtergevel is nog typisch 17e-eeuws. De stenen leeuwen aan de voorkant van het huis stonden oorspronkelijk bij het Centraal Station in Amsterdam.    
Er is vrij veel bekend over Spruytenburg in de 17e eeuw doordat Dirck van der Cooghen, eigenaar van 1663 tot 1694, een serie tekeningen van het huis en de tuin liet maken door Anthonie Waterloo en doordat enkele van zijn dagboeken bewaard zijn gebleven. De kunstverzamelaars Jan en Abraham van Lennep, stiefzoons van Van der Cooghen, gebruikten het huis vaak.   
Spruytenburg was, zoals veel buitenplaatsen in Maarssen, in de 18e eeuw eigendom van bekende Portugees-joodse families zoals Franco Mendes, de Lima en Lopes Suasso.  
Leeuwenburg staat bekend als “het huis met de krokussen”: in februari en maart bloeien er duizenden exemplaren, een fraai voorbeeld van de stinzenflora aan de Vecht.
Tot de buitenplaats behoren naast het hoofdgebouw ook onder meer een theekoepel uit circa 1800, die oorspronkelijk bij de buitenplaats Neerbeek hoorde, en een inrijhek.